# Werner Scharf
Werner Scharf (* 19. September 1906 in Leipzig; † 30. April 1945 in Rathenow) war ein deutscher Schauspieler, der in über 40 Spielfilmen mitwirkte.

## Leben
Der Sohn des promovierten Chemikers Fritz Scharf besuchte ab 1917 das Königin-Carola-Gymnasium in Leipzig, das er 1926 mit dem Reifezeugnis verließ. 1926/27 erhielt er Schauspielunterricht bei Ernst Legal. Er begann seine Bühnenkarriere zu dieser Zeit am Hessischen Landestheater Darmstadt. Sein erstes Engagement trat er 1927 am Staatlichen Theater Kassel an.
1932 trat er mit einem Engagement am Komödienhaus erstmals in Berlin auf. In den 1930er und beginnenden 1940er Jahren wirkte er in vielen Filmen mit, in denen er elegante, häufig aber zugleich zwielichtige und unsympathische Männer darstellte. Zu dem Film Fronttheater schrieb er das Manuskript. Scharf wurde 1944 zum Volkssturm eingezogen und fiel in den letzten Kriegstagen bei den Kämpfen im Großraum Berlin.

## Filmografie
- 1929: Ins Blaue hinein
- 1932: Die Wasserteufel von Hieflau
- 1932: Unmögliche Liebe
- 1934: Einmal eine große Dame sein
- 1934: Um das Menschenrecht
- 1935: Ein idealer Gatte
- 1936: Die klugen Frauen
- 1936: Unter heißem Himmel
- 1936: Ein seltsamer Gast
- 1936: Ein Hochzeitstraum
- 1936: Die Nacht mit dem Kaiser
- 1937: Sherlock Holmes
- 1937: Florentine
- 1937: La Habanera
- 1937: Die Wiener Modell
- 1937: Madame Bovary
- 1937: Das Geheimnis um Betty Bonn
- 1938: Der Maulkorb
- 1938: Mordsache Holm
- 1938: Der Spieler
- 1938: Kautschuk
- 1938: Der unmögliche Herr Pitt
- 1938: Sergeant Berry
- 1938: Dreizehn Mann und eine Kanone
- 1939: Bel Ami
- 1939: Der Vierte kommt nicht
- 1939: Drei wunderschöne Tage
- 1939: Ich bin gleich wieder da
- 1939: Ich bin Sebastian Ott
- 1939: Frau im Strom
- 1939: Ein Mann auf Abwegen
- 1939/41: Pedro soll hängen
- 1940: Stern von Rio
- 1940: Herz ohne Heimat
- 1940: Ein Mann auf Abwegen
- 1940: Was wird hier gespielt?
- 1941: Clarissa
- 1941: Friedemann Bach
- 1942: Die Sache mit Styx
- 1942: Rembrandt
- 1943: Münchhausen
- 1943: Titanic
- 1943: Akrobat schö-ö-ö-n
- 1943/45: Kolberg
- 1944: Der Majoratsherr
- 1944: Eine Frau für drei Tage
- 1945: Der Erbförster